# Momotarō: Umi no Shinpei
Momotarō: Umi no Shinpei (桃太郎 海の神兵, letterlijk Momotarō's Goddelijke Zeestrijders) is de eerste Japanse geanimeerde langspeelfilm. Mitsuyo Seo regisseerde de film. Hij maakte deze propagandafilm tijdens de Tweede Wereldoorlog in opdracht van het Japanse Ministerie voor de Marine (海軍省 Kaigun-shō). Shochiku's Moving Picture Laboratory was verantwoordelijk voor de productie ervan. De film werd in 1944 gemaakt en kende zijn première op 12 april 1945. Momotarō: Umi no Shinpei is een vervolg op de film Momotarō no Umiwashi, een 37 minuten durende tekenfilm uit 1943. Deze was eveneens van Seo's hand. Deze film is in het zwart-wit.
In het Engels is de film bekend als Momotaro's Divine Sea Warriors en Momotaro: God Warriors of the Sea.

## Verhaal

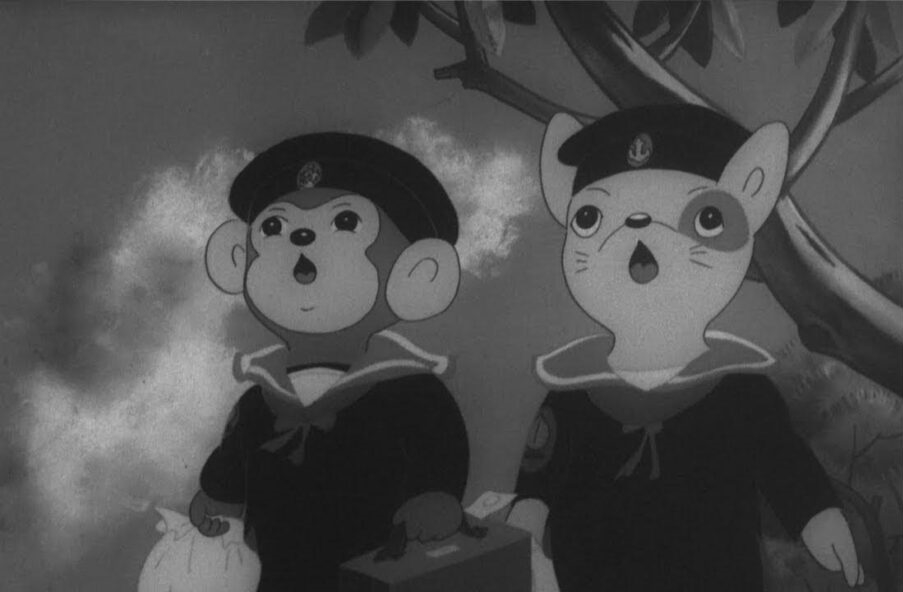
Aap en Hond nemen afscheid van hun familie.

Na het afronden van hun marinetraining zeggen een berenwelp, een aap, een fazant en een hondenpup vaarwel aan hun families. De hoed van de aap vliegt weg. De jongere broer van de aap probeert de hoed te vangen en valt in een rivier die naar een waterval leidt. De hond en de aap werken samen om het kind te redden alvorens hij de waterval bereikt.
In de volgende scène zien we het Japanse leger aan het werk. Ze kappen een bos en bouwen met behulp van jungledieren een luchtbasis op een eiland in de Grote Oceaan. Een vliegtuig landt. Generaal Momotaro verlaat het vliegtuig. Hij wordt vergezeld door de beer, de aap, de hond en de fazant, die zijn opgeklommen tot hoge legerofficieren. In de volgende scènes leren de jungledieren het alfabet via een lied, wassen ze hun kleren, krijgen ze legertraining en laden ze wapens in oorlogsvliegtuigen. De eilandbewoners worden voorgesteld als eenvoudige primitievelingen die veel bewondering hebben voor de glamoureuze, moderne Japanse dieren.
Vervolgens toont de film hoe het eiland Celebes bezit wordt van de Vereenigde Oostindische Compagnie. Japan wil Celebes binnenvallen. De aap, de hond en de beer worden parachutisten. De fazant wordt piloot. Ze vallen een Brits fort binnen, waarop de Britse soldaten in paniek wegvluchten. Momotaro, de aap en de hond onderhandelen vervolgens met drie angstige, stotterende Britse officiers. Na een korte ruzie leveren de Britten Celebes en de omringende eilanden over aan Japan. Een korte epiloog toont kinderen die parachutisten spelen die de Verenigde Staten binnenvallen.
De film bevat een aantal muzikale scènes. De bekendste hiervan is Het AIUEO Lied (アイウエオの歌, AIUEO no Uta). In deze scène leren de Japanse soldaten de jungledieren het alfabet.

## Achtergrond

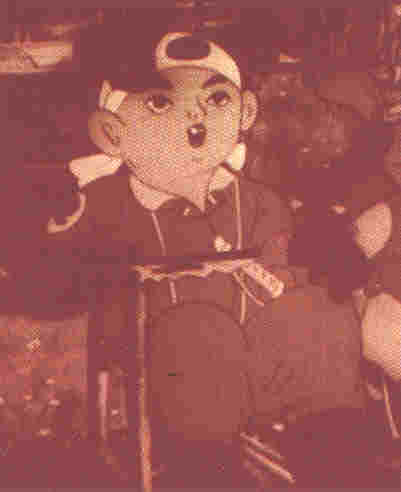
Momotaro in legeruniform.

Het Ministerie voor de Marine toonde Seo de Disneyfilm Fantasia uit 1940 als voorbeeld. Deze film inspireerde Seo om een film te maken die een boodschap van hoop voor vrede aan kinderen geeft. Anders dan Duitsland en de Verenigde Staten zag Japan animatie niet als een effectief propagandamiddel. Daarom werd deze film specifiek voor kinderen gemaakt. De eerste scène bevat daarom de woorden "voor kinderen" (小国民に捧ぐ Shôkokumin ni tsugu).
Gedurende lange tijd werd de film verloren beschouwd. Men dacht dat de film in beslag genomen en verbrand was tijdens de bezetting van Japan. In 1983 werd een negatieve kopie van de film gevonden in een warenhuis van Shochiku. In 1984 werd de film heruitgebracht. Later kwam de film uit op VHS in Japan.

## Nalatenschap
Het AIUEO Lied (アイウエオの歌, AIUEO no Uta) is bekend omdat de tekenfilmreeks Janguru Taitei van Osamu Tezuka er een homage aan brengt. Tezuka zag de film in april 1945. Later vertelde hij dat de boodschap van hoop die onder de propaganda van de film verborgen lag hem tot tranen bracht.
De film werd vertoond op het Filmfestival van Cannes 2016. Het Britse bedrijf All the Anime kondigde in mei 2016 aan dat het de film zou uitbrengen op blu-ray. In diezelfde maand kondigde het Amerikaanse bedrijf Funimation aan dat het ook de film zou heruitbrengen.